# Sogdianina
Sogdianina es un género de foraminífero bentónico de la familia Uralinellidae, de la superfamilia Parathuramminoidea, del suborden Fusulinina y del orden Fusulinida. Su especie tipo es Sogdianina angulata. Su rango cronoestratigráfico abarca el Viseense (Carbonífero inferior).

## Discusión
Clasificaciones más recientes incluirían Sogdianina en el suborden Parathuramminina, del orden Parathuramminida, de la subclase Afusulinina y de la clase Fusulinata.

## Clasificación
Sogdianina incluye a la siguiente especie:
- Sogdianina angulata †